# Sparattosperma
Sparattosperma es un género perteneciente a la familia de las bignoniáceas con ocho especies descritas de pequeños árboles o arbustos.

## Taxonomía
El género fue descrito por Mart. ex Meisn.   y publicado en Plantarum vascularium genera secundum ordines ... 1: 300. 1840. La especie tipo es: Sparattosperma lithontripticum 

## Especies
| - Sparattosperma catingae - Sparattosperma ellipticum - Sparattosperma leucanthum - Sparattosperma lithontripticum | - Sparattosperma neurocalyx - Sparattosperma psammophilum - Sparattosperma stenocarpum - Sparattosperma vernicosum |